# Christo Toschew
Christo Toschew (* 13. Juli 1960 in Pasardschik) ist ein ehemaliger bulgarischer Fußballtorwart und Fußballtrainer, der zurzeit bei Dersimspor Hamburg aktiv ist.

## Karriere
Toschew begann 1974 im Alter von 14 Jahren im heimischen Jugendverein FC Hebar in Pasardschik Fußball zu spielen. Er spielte bis 1993 in Bulgarien, hauptsächlich bei seinem Heimatverein, mit welchem er sowohl in der zweiten als auch in der ersten bulgarischen Liga spielte, und mehrere nationale Meistertitel erringen konnte, ehe er zu Yukong Elephants nach Südkorea wechselte. Nach dem Ende seiner aktiven Karriere startete Toschew ein Modegeschäft, das bis 2008 gut lief. Nachdem sein Leben in die Brüche gegangen war, zog Toschew nach Deutschland, wo er als Obdachloser in Hamburg jahrelang die Obdachlosen-Zeitung Hinz&Kunzt verkaufte. Seit kurzem arbeitet er als Torwarttrainer beim Hamburger Fußballverein Dersimspor Hamburg. Über seine Geschichte wurde bereits im NDR und dem ZDF berichtet.
Sein Sohn Slawtscho spielte ebenfalls als Torwart in Bulgarien.